# Comoclathris
Comoclathris är ett släkte av svampar. Comoclathris ingår i familjen Diademaceae, ordningen Pleosporales, klassen Dothideomycetes, divisionen sporsäcksvampar och riket svampar.
|              | Diademosa                             |
|              |                                       |
| Comoclathris | \| \| Comoclathris lanata \| \| \| \| |
|              | \| \| Comoclathris lanata \| \| \| \| |
|              | Diadema                               |
|              |                                       |
|              | Comoclathris lanata                   |
|              |                                       |

|  | Comoclathris lanata |
|  |                     |